# لاري بلايفير
لاري بلايفير (بالفرنسية: Larry Playfair)‏ (و. 1958  م) هو لاعب هوكي الجليد كندي.

## روابط خارجية
- لاري بلايفير على موقع دوري الهوكي الوطني (الإنجليزية)
- لاري بلايفير على موقع EliteProspects.com (الإنجليزية)
- لاري بلايفير على موقع HockeyDB.com (الإنجليزية)
- لاري بلايفير على موقع Hockey-Reference.com (الإنجليزية)